# Dagbladet Børsen
Dagbladet Børsen, également connu sous le nom de Børsen, est un journal danois spécialisé dans l'actualité économique.

## Histoire
En janvier 2018, l'ancien ministre social-démocrate des Finances Bjarne Corydon devient rédacteur en chef. Il reste en fonction jusqu'en juin 2025, quand il est remplacé par Nikolaj Sommer (da).